# Aymar II de Poitiers-Valentinois
Pour les articles homonymes, voir Aymar de Poitiers.
Aymar ou Adhémar II de Poitiers (v. 1180 - v. 1250), dit par commodité de Poitiers-Valentinois, est un seigneur, comte du Valentinois de la fin du XIIe siècle et le début du XIIIe siècle, issu de la maison de Poitiers-Valentinois.

## Biographie

### Origines
Aymar ou Adhemar est le fils de Guillaume Ier de Poitiers et de sa seconde épouse Béatrix d'Albon, fille de Guigues IV d'Albon.

### Seigneur
Aymar de Poitiers est seigneur de Boulogne-en-Velay, de Saint-Vincent et de Barrès. 
En 1186, il donne son assentiment lors d'une donation à Saint-Ruph. La même année, il accorde des droits au prieuré du Val-Sainte-Marie, en Royans.
Il est mentionné dans une donation aux côtés de son père, le 4 mai 1187.

### Participation à unPartimen
Il est identifié comme l'un des trois interlocuteurs dans le partimen (tenson ou jeu parti), en langue d'oc, intitulé Senher n'Aymar, chauzetz de tres baros (no XII), vers 1195-1196, aux côtés de Perdigon et Raimbaut de Vaqueiras,. Ce tournoi poétique semble s'être dérouler à la cour d'Aymar.
Aymar est traité avec respect, Perdigon l'appelle mosenhor et Raimbaut  senher n'Aymar.

### Comte de Valentinois
Il devient comte de Valentinois (Ademarus Pictaviensis comes Valentinus) à la suite de son père, qui meurt vers après mai 1187, peut-être vers 1188/1189.
L'évêque de Valence Falcon le désigne comme noble "nobilis Ademarus de Peiteus", dans un acte non daté (1188/95 ?).
En juin 1189, Raymond V, comte de Toulouse et de Provence, lui inféode le comté de Diois,,. Cette même année, il accorde des droits aux habitants du Crest.
Aymar soutient le comte Raymond V dans la croisade des Albigeois, mais en 1214, le duc Eudes III de Bourgogne le force à faire la paix avec Simon IV de Montfort, chef de la croisade. Deux ans plus tard, il reprend le combat, le Valentinois est envahi et dévasté. En 1217, lors de l'invasion de Simon IV de Montfort et des croisés sur le Valentinois, alors postés à Montélimar, ceux-ci assiègent Crest. Aymar participe à la défense de la ville :
« Il y avait alors à Crest deux châteaux. Le plus élevé, situé à l'endroit qu'on nomme aujourd'hui le Calvaire et dont il subsiste encore quelques vestiges, appartenait à Silvion de Crest, le moins élevé, sur l'emplacement de la tour actuelle et des ruines de l'ancienne Visitation, était la propriété d'Aymar de Poitiers et c'est contre cette forteresse que les croisés avaient dressé leurs machines de guerre. »
En même temps, les croisés dévastent les châteaux et villages de Rochefort, Roche (sur-Grane), Autichamp, La Baume, Upie, La Rochette, Grane, Montmeyran, Vaunaveys et Montoison. Silvion, au nom de l'évêque de Die, livre son château aux troupes de Simon, mettant les soldats du comte dans l'incapacité de résister. Aymar et Simon IV de Montfort négocient une paix, et Simon promet de marier sa fille, Amicie de Montfort à l'un des fils du comte de Valentinois. Simon de Montfort oblige par ailleurs Aymar de Poitiers à se réconcilier avec l'évêque de Valence.

### Mariage
Avant 1197, il épouse Philippe (Philippa) de Fay, dame de Clerieu(x), fille de Guillaume-Jourdain, seigneur de Fay et Mézenc et de Mételline de Clerieu,,. Cette dernière lui apporte un nombre important de fiefs en Vivarais, Fay, Bretagne, Gunant, Montréal, Queyrières, Corance, La Forcade, Craneau, La Voulte, Charmagneu, etc.. Les actes démontrent qu'elle « agit en son propre nom et conservant jusqu'à la fin la libre disposition de ses terres. » Philippe de Fay se plaint du comportement de son mari à son égard ainsi que ses tentatives d'ingérence dans ses terres.

### Difficiles successions
Son fils, Guillaume, meurt vers juin 1227. Les années qui suivent sont notamment marquées par des querelles familiales. Le troubadour Guillem de Saint-Grégori parle d'avarice le concernant. Son petit-fils, Aymaret, semble avoir pris le contrôle du comté à partir de 1239, bien qu'il ne porte le titre qu'à la mort de son grand-père. La rupture entre les deux proviendrait d'un échange entre Aymaret et la famille de Pouzin datant du mois de mars 1239. Aymar II, en avril, reprend ses droits sur cette terre, ainsi que d'autres situées en rive droite du Rhône, et faire appel au comte Raymond VII contre son petit-fils. Aymaret est qualifié de rebelle dans un acte par le comte. 
Chevalier (1897) observe qu'à la suite de cet acte, Aymar II n'apparait plus dans les actes avec son titre, sans que l'on ne sache pourquoi. Son fils Guillaume II étant mort avant lui, c'est son petit-fils Aymaret (1226 † 1277), qui succède à la tête du comté à partir de 1239, mais ce dernier ne prendra le titre qu'à la mort d'Aymar II, sous le nom d'Aymar III.
Aymar II meurt vers l'année 1250.
Sa veuve, Philippe de Fay, dans son testament de 1246, lègue principalement ses biens en Vivarais aux enfants de sa fille Jausserande/Josserande qui a épousé Pierre-Bermond VII d'Anduze, notamment la seigneurie de La Voulte ainsi que quatre autres terres en Vivarais à son petit-fils, Roger Bermond, ainsi que d'autres biens aux frères et sœurs de ce dernier. 
En 1250, elle lègue à son autre petit-fils, Aymaret, Fay, Montréal, Queyrières, Mezenc, Chanéac, Chamberliac, La Roche-de-Glun et Clérieu. Toutefois, en raison d'une attitude qu'elle juge irrespectueuse, elle modifie son testament, la même année, puis la suivante, afin de léguer Clérieux à son petit-fils Roger Bermond d'Anduze. Sur cette part d'héritage, Roger Bermond préfère se dessaisir en faveur de Roger de Clérieu et son fils, craignant de ne pouvoir se défendre contre une action d'Aymaret. Cette disposition échouera puisque le nouveau comte entrera en possession de Clerieu.

## Famille
Vers 1196, Aymar épouse Philippe de Fay,,. Ils ont :
- Semnoresse († avant 21 novembre 1219), seconde épouse de André Dauphin de Bourgogne ;
- Guillaume (31 janvier 1202 † avant décembre 1226) ∞ Flotte de Royans, fille de Ra(i)mbaud Bérenger, seigneur de Royans ;
- Jausserande/Josserande († 1251 ou après), mariée vers 1219 à Pierre-Bermond VII d'Anduze (1204 † 1254), de Sauve, de Saint-Bonnet, de Largentière et de Lecques.